# Keneisha Shelbourne
Keneisha Shelbourne (* 19. September 2006) ist eine Leichtathletin aus Trinidad und Tobago, die im Hoch- und Dreisprung an den Start geht.

## Sportliche Laufbahn
Erste internationale Erfahrungen sammelte Keneisha Shelbourne bei den CARIFTA Games 2023 in Nassau, bei denen sie in 1:04,12 min den fünften Platz im 400-Meter-Hürdenlauf belegte und im Hochsprung mit 1,75 m die Bronzemedaille in der U20-Altersklasse gewann. Zudem belegte sie im Dreisprung mit 11,95 m den vierten Platz und gewann mit der 4-mal-400-Meter-Staffel in 3:44,19 min die Silbermedaille. Anschließend gewann sie bei den U18-NACAC-Meisterschaften in San José in 1:01,68 min die Bronzemedaille über 400 m Hürden und gewann im Hochsprung mit 1,71 m die Silbermedaille. Zudem gewann sie in 3:33,13 min die Bronzemedaille mit der Mixed-Staffel. Im August belegte sie bei den Commonwealth Youth Games in Port-of-Spain in 1:04,28 min den fünften Platz über 400 m Hürden. Im Jahr darauf gewann sie bei den CARIFTA Games in St. George’s mit 12,49 m die Silbermedaille im Dreisprung sowie mit 1,70 m die Bronzemedaille im Hochsprung und 2025 siegte sie mit 12,98 m bei den CARIFTA Games in Port of Spain.
2023 wurde Shelbourne trinidadisch-tobagische Meisterin im Hoch- und Dreisprung.

## Persönliche Bestleistungen
- 400 m Hürden: 1:01,68 min, 21. Juli 2023 in San José
- Hochsprung: 1,75 m, 10. April 2023 in Nassau
- Dreisprung: 12,98 m (+0,4 m/s), 19. April 2023 in Port of Spain